# Сафонов Вадим Андрійович
Сафонов Вадим Андрійович (1904—2000) — російський радянський письменник, педагог. Лауреат Сталінської премії третього ступеня (1949).

## Життєпис
Народився 14 (27) грудня в Керчі в родині інженера-шляховика. Його батько Андрій Платонович був добре знайомий з М. Г. Гаріним-Михайлівським. Працював в порту, на млині, в Керченській іхтіологічній лабораторії, на рибному промислі.
З 1923 року в Москві. Навчався на біологічному факультеті МГУ, Вищих вечірніх літературних курсах. Працював в газеті «Труд», викладав у вишах.
Друкуватися почав з середини 20-х років. У численних поїздках по країні отримав велику кількість матеріалу для своїх майбутніх творів. Творчість письменника вельми різнопланова: подорожні нариси, наукова фантастика, історичні романи, книги про науку та мистецтво та ін. Член СП СРСР з 1941 року.